# AusbildungPlus

Logo des Projekts AusbildungPlus

AusbildungPlus ist ein Projekt des Bundesinstitut für Berufsbildung (BIBB) und wird vom Bundesministerium für Bildung und Forschung (BMBF) gefördert. 
Das Projekt hat drei Aufgaben:
- Dienstleistungsfunktion: Ausbau einer Datenbank zu Ausbildungsangeboten mit Zusatzqualifikation und dualen Studiengängen zur Förderung der Transparenz und Information über solche Angebote für alle Interessenten. Anregung von Kooperationen zwischen Betrieben und Bildungsanbietern.
- Schnittstellenfunktion: Integration eines entsprechenden Datenbank-Portals in die Angebote des BIBB zur beruflichen Bildung. Beantwortung von Nutzeranfragen.
- Forschungsfunktion: Wissenschaftliche Analysen der Datenbankinhalte zur Erschließung von Potenzialen für neue Qualifizierungsansätze und zur Verbesserung der Durchlässigkeit.

## Geschichte
Seit April 2001 ist das Internetportal von AusbildungPlus nutzbar. AusbildungPlus war bis Ende September 2007 ein Projekt des Institut der deutschen Wirtschaft Köln (IW) und ist mit Wirkung vom 1. Oktober 2007 in die Trägerschaft des Bundesinstitut für Berufsbildung überführt worden.

## Internetportal
AusbildungPlus unterhält eine der größten Ausbildungsdatenbanken in Deutschland. Inzwischen sind darin über 44.000 Angebote zu 2.300 Zusatzqualifikationen und 900 dualen Studiengängen enthalten. Die vom Projekt AusbildungPlus bundesweit dazu erhobenen Daten werden regelmäßig recherchiert. Eine jährliche Auswertung und Überprüfung des Datenbestandes soll eine hohe Aktualität der Datenbankinhalte sichern und neue Entwicklungen in der Berufsausbildung identifizieren.
Die Datenbank beinhaltet:
- Mehr als 2.300 verschiedene Zusatzqualifikationen für Auszubildende. Diese werden während oder nach einer staatlich anerkannten Berufsausbildung erworben. Anbieter sind Ausbildungsbetriebe, Berufsschulen, Kammern und sonstigen Bildungsanbieter.
- Über 900 duale Studiengänge an Berufsakademien, Fachhochschulen, Universitäten, Verwaltungs- und Wirtschaftsakademien, die ein Studium mit einer betrieblichen Ausbildung oder einer Berufstätigkeit verbinden.

Nutzer können in der Datenbank kostenlos recherchieren. Auch für Anbieter von Ausbildungsangeboten ist die Veröffentlichung in der Datenbank kostenfrei. Das Portal richtet sich an Azubis und Jugendliche, Bildungsanbieter und Betriebe, Lehre, Forschung und Politik sowie die Presse.
Zusätzlich liefert das Portal:
- Informationen, Hinweise und Tipps zum Thema Berufsausbildung und Berufswahl,
- ein Forum zur Kommunikation von Auszubildenden und Jugendlichen,
- eine Lehrerhandreichung für den Einsatz im Berufswahlunterricht,
- einen Newsletter,
- Pressemitteilungen sowie
- Publikationen und Materialien zum Download.